# Storm Uru
Storm Uru (ur. 14 lutego 1985 w Invercargill) – nowozelandzki wioślarz, brązowy medalista olimpijski, mistrz świata.
Brązowy medalista z Peterem Taylorem w dwójce podwójnej wagi lekkiej podczas igrzysk olimpijskich w 2012 roku w Londynie.

## Osiągnięcia
- Igrzyska Olimpijskie – Pekin 2008 – dwójka podwójna wagi lekkiej – 7. miejsce
- Mistrzostwa Świata – Poznań 2009 – dwójka podwójna wagi lekkiej – 1. miejsce
- Mistrzostwa Świata – Hamilton 2010 – dwójka podwójna wagi lekkiej – 3. miejsce
- Mistrzostwa Świata – Bled 2011 – dwójka podwójna wagi lekkiej – 2. miejsce
- Igrzyska Olimpijskie – Londyn 2012 – dwójka podwójna wagi lekkiej – 3. miejsce